# Jermaine Dye
Jermaine Terrell Dye (Oakland, California, 28 de enero de 1974), más conocido como Jermaine Dye, es un exjugador profesional estadounidense de béisbol que se desempeñó en la posición de jardinero derecho en las Grandes Ligas de Béisbol (MLB). Logró obtener un Guante de Oro.

## Carrera
Dye jugó como profesional una temporada en Atlanta Braves (1996), después pasó a Kansas City Royals (1997-2001), luego a Oakland Athletics (2001-2004), posteriormente a Chicago White Sox, donde jugó cinco temporadas (2005-2009), y fue el equipo en el que se retiró.

## Premios
Fue galardonado con el Guante de Oro en una oportunidad (2000).